# (16480) 1990 QN7
A (16480) 1990 QN7 a Naprendszer kisbolygóövében található aszteroida. Eric Walter Elst fedezte fel 1990. augusztus 20-án.